# چشمه سلیمان
چشمه سلیمان، روستایی از توابع بخش مرکزی شهرستان اردل در استان چهارمحال و بختیاری ایران است.

## جمعیت
این روستا در دهستان دیناران قرار دارد و براساس سرشماری مرکز آمار ایران در سال ۱۳۸۵، جمعیت آن ۹۳ نفر (۲۱خانوار) بوده‌است.